# Попа, Васко

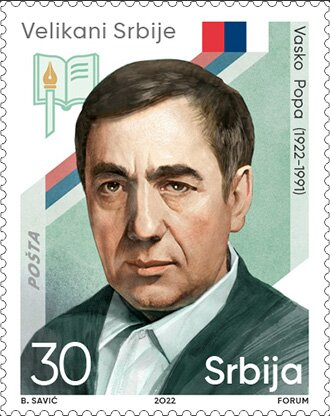
Васко Попа на почтовой марке Сербии, 2022

Василе «Ва́ско» По́па (серб. Васко Попа; 29 июля 1922, Гребенац, Сербия — 5 января 1991, Белград, Сербия) — сербский поэт румынского происхождения.

## Биография
Васко Попа родился 29 июня 1922 в селе Гребенец неподалёку от Вршаца. По происхождению румын. Среднюю школу и гимназию закончил во Вршаце. После этого поступил на философский факультет Белградского университета. Продолжил обучение в Бухаресте и Вене.

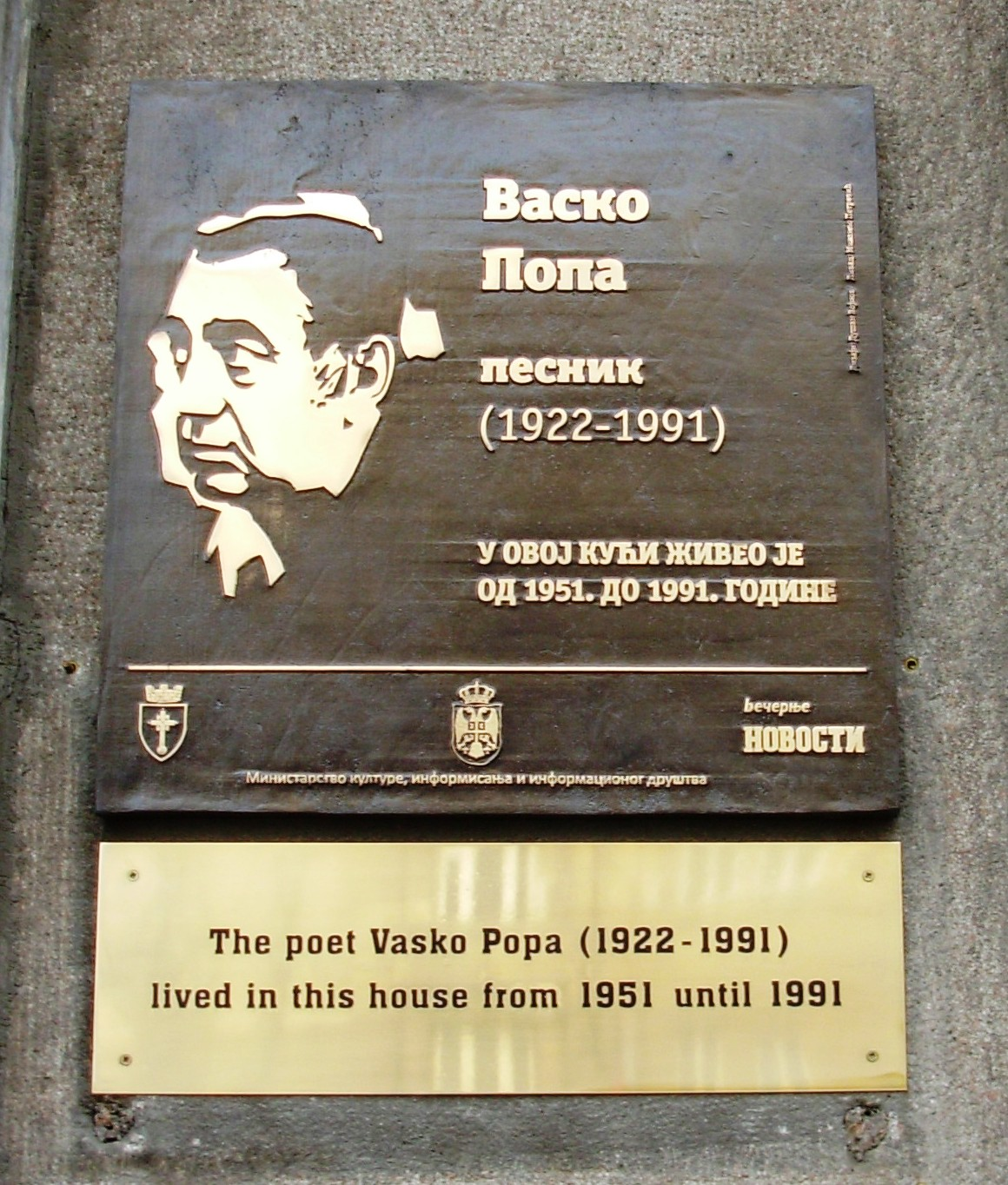
Табличка на доме в городе Белграде, где жил Васко Попа

Во время Второй мировой войны был пленником немецкого концентрационного лагеря в Зренянине (в тот момент назывался Бечкерек). После окончания войны завершил учёбу в романской группе философского факультета в Белграде, в 1949 году.
Первые стихотворения опубликованы в газетах «Книжные новинки» и «Борьба». Его первый сборник стихов «Кора» (1953) вместе с книгой «87 стихов» Милдрага Павловича считался в почётном списке послевоенной новой поэзии. Эта книга сдвинула сочинения книжной общественности и оставила большое влияние на младшие поколения поэтов. После «Коры» Попа опубликовал следующие сборники стихов: «Нетронутое поле» (1956), «Второе небо» (1968), «Вертикальная земля» (1972), «Собачья соль» (1975), «Дом посреди шоссе» (1975), «Сырое мясо» (1975), «Жатва» (1981), как и «Малая коробка» (1984), часть будущего сборника «Железный сад», который не был завершён.
С 1954 до 1979 работал как редактор на радио в издательском доме «Нолит» в Белграде. Совмещая устное творчество, игры и загадки, Попа создал особый поэтический язык новой сербской поэзии. Были выпущены сборники: «Из золотого яблока» (Белград, 1958), «Смутьян» (Белград, 1960), «Полночное солнце» (Белград, 1962). В поэтическом сборнике «Из золотого яблока» (1958) в новом свете продемонстрирован поэтический мир фольклора; в сборнике «Смутьян» (1960) — поэтический мир юмора, и в сборнике «Полночное солнце» (1962) — поэтический мир сновидений.
Васко Попа — один из наиболее часто переводимых югославских поэтов, и сам переводил с французского языка. Во Вршаце 29 мая 1972 года было основано «Книжное общество Вршаца» и создана библиотека открыток «Свободные листья». В том же году избран член-корреспондентом Сербской академии науки и искусства. В 1977 г. избран иностранным член-корреспондентом французской литературной академии Малларме. Один из основателей «Воеводовой Академии науки и искусства» (14.12.1979) в Нови-Саде.
Васко Попа умер в Белграде 5 января 1991 года и был похоронен в Аллее почётных граждан на Новом кладбище.

## «Круг знамений» книга стихов
Появление Васко Попа в послевоенной сербской поэзии означило сильный сдвиг в отношении к поэтическому творчеству его современников. Поэтические выражения Васко Попа склонны к афористичности, пословицам, эллипсису. Язык Васко Попа сжат и лапидарен. Он пишет краткие стихи без рифмы и знаков препинания, близкие метрике народного творчества.
За свою жизнь он выпустил восемь книг стихов:
- «Кора» — 1953.
- «Нетронутое поле» — 1956.
- «Второе небо» — 1968.
- «Вертикальная земля» — 1972.
- «Собачья соль» — 1975.
- «Дом посреди шоссе» — 1975.
- «Сырое мясо» — 1975.
- «Жатва» — 1981.

## Наследие
После смерти Васко Попа в его наследии найдена незавершённая книга «Железный сад», затем целая «Красивый город В», как и венок из пяти песен под общим названием «Сумасшедший тюльпан» («Луди Лала»). Из наследия ещё 19 стихотворений, как и книга заметок о живописи и художниках «Катушка». В 2002 году в издательстве «КОВ» вышла книга «Румынские и другие песни», где были напечатаны стихотворения, написанные им в молодости.